# Dysplazja (zaburzenie rozwojowe)
Dysplazja (dysembrioplazja, łac. dysplasio) – grupa wad wrodzonych polegających na zaburzeniu organizacji lub czynności komórek w określonej tkance.
Do dysplazji zalicza się:
- dysplazje kostne
  - dysplazja obojczykowo-czaszkowa
  - dysplazja przynasadowa McKusicka
  - wrodzona łamliwość kości
  - amelogenesis imperfecta
  - dentinogenesis imperfecta
  - dysplazja zębiny
  - osteodystrofia Albrighta
  - dysplazja włóknista kości
- dysplazje ektodermalne
  - epidermodysplasia verruciformis
  - fakomatozy
- wrodzone defekty kolagenu
  - zespół Ehlersa-Danlosa
  - wrodzona łamliwość kości
- choroby spichrzeniowe
  - mukopolisacharydozy
- hamartoma
- ogniskowa dysplazja korowa